# Jokerit
Helsingin Jokerit (en español: «Bufones de Helsinki»), más conocido como Jokerit, es un equipo profesional de hockey sobre hielo con sede en Helsinki, Finlandia. Actualmente compite en Mestis, la segunda división finesa. A lo largo de su historia ha sido campeón de Finlandia en seis ocasiones. También formó parte de la Liga Continental de Hockey desde 2014 hasta 2022.
Jokerit está considerado uno de los equipos más influyentes del hockey sobre hielo en Finlandia. A lo largo de su historia se ha caracterizado por el fuerte peso del deporte base, por un estilo de juego técnico y por ser uno de los primeros clubes fineses en adoptar un modelo profesional. De sus filas han surgido figuras internacionales como Teemu Selanne, Jari Kurri, Antti Törmänen, Teuvo Teräväinen y Valtteri Filppula entre otros.

## Historia
El equipo fue fundado en 1967 por iniciativa del constructor Aimo Mäkinen, sobre las bases de la sección de hockey del club deportivo Töölön Vesa, y en 1973 se alzó con su primer campeonato de liga. 
Después de varias temporadas sin logros por problemas financieros, en 1991 el empresario Hjallis Harkimo se convirtió en el propietario de la franquicia e hizo una notable inversión para convertirla en una de las potencias del hockey finés, con cinco ligas nacionales —1992, 1994, 1996, 1997, 2002— y la construcción de un nuevo pabellón, el Hartwall Arena. En ese tiempo se embarcó también en otros proyectos menos exitosos como un club de fútbol (FC Jokerit, 1999-2004) o una franquicia en la liga británica, Newcastle Jesters.
Harkimo llegó a un acuerdo en 2013 para vender parte del club a dos millonarios rusos, Guennadi Tímchenko y Roman Rotenberg. Un año después se confirmó que abandonaba la Liga de Finlandia para inscribirse en la Liga Continental de Hockey, el campeonato profesional de Rusia, en el que permanecieron ocho temporadas.
En 2022 el Jokerit abandonó la Liga Continental debido a la invasión rusa de Ucrania y a las sanciones internacionales durante la guerra. Debido a que muchos activos estaban en manos rusas y no podían ser vendidos hasta que terminase el conflicto, la franquicia quedó en manos del exjugador Jari Kurri y se vio obligada a jugar en otro estadio más pequeño. En 2023 el equipo solicitó reincorporarse a la Liga de Finlandia, pero el resto de clubes rechazaron su propuesta y en la temporada 2023-24 tuvo que inscribirse en Mestis, la segunda división.

## Palmarés

### Nacional
- SM-liiga Kanada-malja (5): 1992, 1994, 1996, 1997, 2002
- SM-sarja Kanada-malja (1): 1973

-  Finnish A-juniors (sub-20) (4): 1988, 1996, 1999, 2000
-  Finnish B-juniors (sub-18) (4): 1976, 1999, 2003, 2008
-  Finnish C-juniors (sub-16) (7): 1976, 1977, 1978, 1997, 2000, 2006, 2010

### Internacional
- Copa de Europa (2): 1995, 1996
- IIHF Continental Cup (1): 2003
- Tournament Hameenlinna (1): 2014
- Puchkov Cup (2): 2014, 2016
- Puchkov Cup (1): 2017
- Puchkov Cup (1): 2015